# Aeroportul Gatlinburg-Pigeon Forge
Aeroportul Gatlinburg-Pigeon Forge (IATA: GKT, ICAO: KGKT, FAA LID: GKT) este un aeroport din Tennessee, Statele Unite ale Americii ce deservește zona Gatlinburg⁠(d). Aeroportul a fost tranzitat în 2019 de 4 pasageri.
Situat la o altitudine de 309 m, aeroportul dispune de 1 pistă.

## Infrastructură

### Piste
Aeroportul dispune de o singură pistă. Pista 10/28 are suprafața de asfalt și dimensiunile 5.506 picioare × 75 picioare. 